# Jean-Charles Mattei
Jean-Charles Mattei (* 1. August 1982 in Reims) ist ein ehemaliger französischer Shorttracker.

## Werdegang
Mattei trat international erstmals bei den Juniorenweltmeisterschaften 2002 in Chuncheon in Erscheinung, wobei er den 28. Platz im Mehrkampf und den neunten Platz mit der Staffel errang. Im folgenden Jahr wurde er bei den Weltmeisterschaften 2003 in Warschau Elfter im Mehrkampf und gewann bei den Europameisterschaften 2003 in Sankt Petersburg die Bronzemedaille mit der Staffel. Zudem errang er dort den siebten Platz im Mehrkampf. In der Saison 2003/04 lief er bei den Europameisterschaften 2004 in Zoetermeer auf den 28. Platz im Mehrkampf sowie auf den neunten Rang mit der Staffel, bei den Weltmeisterschaften 2004 in Göteborg auf den 13. Platz im Mehrkampf sowie auf den sechsten Rang mit der Staffel und bei den Teamweltmeisterschaften 2004 in Sankt Petersburg auf den vierten Platz. In der folgenden Saison belegte er bei den Europameisterschaften 2005 in Turin erneut den 28. Platz im Mehrkampf sowie den siebten Rang mit der Staffel, bei den Weltmeisterschaften 2005 in Peking den 32. Platz im Mehrkampf und bei den Teamweltmeisterschaften 2005 in Chuncheon den vierten Platz. Bei seiner ersten Teilnahme an Olympischen Winterspielen im folgenden Jahr in Turin kam er auf den 24. Platz über 1500 m und auf den 16. Rang über 1000 m. Zuvor holte er im Januar 2006 bei den Europameisterschaften in Krynica-Zdrój die Silbermedaille mit der Staffel.
In der Saison 2006/07 erreichte Mattei in Heerenveen mit dem dritten Platz mit der Staffel seine einzige Podestplatzierung im Weltcup. Zudem errang er bei den Europameisterschaften 2007 in Sheffield den 18. Platz im Mehrkampf und den vierten Platz mit der Staffel. Nachdem er in der Saison 2008/09 bei den Europameisterschaften 2009 in Turin auf den vierten Platz gekommen war, wurde er in seiner letzten aktiven Saison 2009/10 bei den Teamweltmeisterschaften 2010 in Bormio Sechster und bei den Europameisterschaften 2010 in Dresden Vierter mit der Staffel. Beim Saisonhöhepunkt, den Olympischen Winterspielen 2010 in Vancouver, lief er auf den 21. Platz über 1500 m und auf den fünften Rang mit der Staffel.

## Erfolge

### Olympische Spiele
- 2006 Turin: 16. Platz 1000 m, 24. Platz 1500 m
- 2010 Vancouver: 5. Platz Staffel, 21. Platz 1500 m

### Shorttrack-Weltmeisterschaften
- 2003 Warschau: 10. Platz 500 m, 11. Platz Mehrkampf, 13. Platz 1000 m, 17. Platz 1500 m
- 2004 Göteborg: 6. Platz Staffel, 10. Platz 1000 m, 12. Platz 500 m, 13. Platz Mehrkampf, 21. Platz 1500 m
- 2005 Peking: 24. Platz 1000 m, 31. Platz 1500 m, 32. Platz Mehrkampf, 37. Platz 500 m

### Team-Weltmeisterschaften
- 2004 Sankt Petersburg: 4. Platz
- 2005 Chuncheon: 4. Platz
- 2010 Bormio: 6. Platz

### Europameisterschaften
- 2003 Sankt Petersburg: 3. Platz Staffel, 7. Platz Mehrkampf
- 2004 Zoetermeer: 9. Platz Staffel, 28. Platz Mehrkampf
- 2005 Turin: 7. Platz Staffel, 28. Platz Mehrkampf
- 2006 Krynica-Zdrój: 2. Platz Staffel
- 2007 Sheffield: 4. Platz Staffel, 18. Platz Mehrkampf
- 2009 Turin: 4. Platz Staffel
- 2010 Dresden: 4. Platz Staffel

## Persönliche Bestleistungen
| Disziplin | Zeit         | Datum            | Ort              |
| --------- | ------------ | ---------------- | ---------------- |
| 500 m     | 43,519 s     | 18. Januar 2003  | Sankt Petersburg |
| 1000 m    | 1:29,729 min | 24. Oktober 2008 | Vancouver        |
| 1500 m    | 2:14,513 min | 18. Oktober 2008 | Salt Lake City   |
| 3000 m    | 5:16,582 min | 19. Januar 2003  | Sankt Petersburg |